# 新通化站
新通化站，通称新站，是一座曾隶属于中国铁路沈阳局集团有限公司管辖的三等站。该站原址位于吉林省通化市东昌区新站街道通化广场（新站广场）以南，始建于1943年，占地面积约为219993平方米，设有5条货物线。2021年，新通化站由于通化市城市改造随新通化线拆除，原址现建有“龙兴里文旅小镇”作为主题公园使用。

## 历史
1939年，南满洲铁道株式会社决定修筑梅集铁路的支线新通化线，以利于通化市区整车货物运输。车站于1942年7月动工建设；1943年1月，新通化线竣工并交付运营，当时为办理客货运的四等中间站，站场设有2条到发线，调车、货物、石山、煤建线各1条:464。
1956年车站等级调为三等中间站:464。1957年9月，运送杨靖宇遗骨的列车自黑龙江省哈尔滨市抵达通化市，通化党政军民在新通化站举行了将军遗首迎归仪式；
1971年新通化站拆除原站舍，新建二层楼房。1976年，正线4.1公里全部换为每米43公斤钢轨。1977年改造和更新货装设备：增加了4条货物线、9条专用线、6座货物仓库:464。
1980年代以后由于市区公共交通发展，新通化线客运量迅速下降。1984年5月1日，该站停办客运业务。:464